# 鸡冠山 (韩国)
鸡冠山（韓語：계관산）是一座位于大韩民国京畿道加平郡和江原道春川市之间的山峰，主峰標高海拔710公尺。